# Roberto Horcades
Roberto Horcades Figueira (Rio de Janeiro, 19 de abril de 1947) é um cardiologista carioca e ex-presidente do Fluminense Football Club.
Sócio desde 1955, em sua gestão o clube conquistou o Campeonato Carioca de 2005  a Copa do Brasil de 2007 e o Campeonato Brasileiro de 2010, Horcades é um dos mais vitoriosos presidentes da historia do Fluminense Football Club
No dia 8 de outubro de 2007, foi eleito, membro do comitê estratégico da FIFA, órgão que tem como atribuição elaborar propostas relativas ao calendário internacional de jogos, a reavaliação das ligas nacionais e do número de jogos destes campeonatos, à educação e o seguro dos jogadores, ao estudo das leis do jogo e de arbitragem, além da criação de um código de ética entre associações e clubes.
Reeleito em 2007 para continuar na presidência do Fluminense Football Club durante o triênio 2008/2009/2010.
O mandato de Horcades é um  dos mais importante na historia do clube, alem de vencer em todas as competições oficiais disputadas no Brasil, o Fluminense disputou a final da Libertadores e da Sul Americana
Um tanto descuidado, chegou a afirmar que as mulheres possuem apenas dois neurônios, num momento em que comentava sob o comando do técnico René Simões frente a seleção feminina de futebol nas olimpíadas de Atenas.
Médico cardiologista, foi Diretor do Hospital de Laranjeiras, e presidente do clube até as eleições de 30 de novembro de 2010, onde Peter Siemsen ganhou do candidato apoiado por Horcades, Júlio Bueno.